# Marcus Soares Martins
Marcus Soares Martins (* 8. Februar 1978 in Ponilala, Ermera, Osttimor) ist ein osttimoresischer Politiker und Mitglied der Partei Congresso Nacional da Reconstrução Timorense (CNRT). Im Zivilberuf ist er Lehrer.
Bei den Parlamentswahlen in Osttimor 2023 trat Martins für den CNRT auf Platz 34 der Liste an. Die Partei erhielt zwar nur 31 Sitze, Martins rückte aber zur zweiten Sitzung des 6. Nationalparlament Osttimors für Abgeordnete nach, die aufgrund ihres Regierungsamtes auf ihr Mandat verzichten mussten. Im Parlament ist Martins Mitglied in des Ausschusses für Außenangelegenheiten, Verteidigung und Sicherheit (Kommission B).